# Der Glocken Schlag

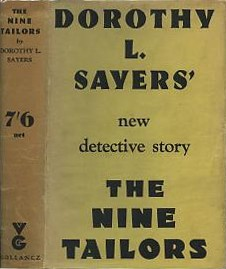
Buchcover der ersten Auflage des Romans (englischsprachiges Original)

Der Glocken Schlag (englischer Originaltitel: The Nine Tailors) ist ein 1934 erschienener Roman von Dorothy L. Sayers. Er spielt in den 1930er Jahren in der weiten Moorlandschaft East Anglias, hauptsächlich im fiktiven Dorf Fenchurch St. Paul. Die Aufklärung eines geheimnisvollen Todesfalles konfrontiert Amateurdetektiv Lord Peter Wimsey mit einem längst zurückliegenden Einbruchdiebstahl im örtlichen Herrenhaus und ist eng mit der prachtvollen Kirche des Dorfes und der englischen Tradition des Wechselläutens verwoben.

## Titel
Der Originaltitel The Nine Tailors wäre wörtlich mit „Die Neun Schneider“ zu übersetzen, und eine ältere deutsche Übersetzung erschien tatsächlich unter diesem Titel. Mit den tailors sind Schläge einer Kirchenglocke namens Tailor Paul gemeint, die als Totenglocke den Tod eines Mannes verkünden.

## Handlung
Lord Peter Wimsey hat in der Fenslandschaft einen Autounfall und muss die Silvesternacht in dem kleinen Dorf Fenchurch St. Paul verbringen, wo er vom Pfarrerehepaar gastfreundlich aufgenommen wird. Der vom Wechselläuten begeisterte Pfarrer hat für die Neujahrsnacht ein großes neunstündiges Geläut geplant, das jedoch zu scheitern droht, als der Läuter Will Thoday sich plötzlich mit schwerer Grippe krankmeldet. Lord Peter, auch des Läutens kundig, nimmt spontan dessen Stelle ein, und das Läuten findet statt.
Einige Monate darauf wendet sich der Pfarrer brieflich an Lord Peter Wimsey: Eine auf brutale Weise unkenntlich gemachte Männerleiche ist in einem fremden Grab gefunden worden. Die Suche nach deren Identität führt Wimsey zu einem Jahre zurückliegenden Einbruchdiebstahl, bei dem im Herrenhaus der Thorpes einer Verwandten eine wertvolle Smaragdhalskette gestohlen und niemals wieder aufgefunden wurde. Nach aufwendigen Ermittlungen stellt sich heraus, dass der geheimnisvolle Tote Jeff Deacon ist, der damals verurteilte, später aus dem Gefängnis ausgebrochene und kurz darauf irrtümlich für tot erklärte Haupttäter. Die Leiche ist kurz nach Neujahr aus der Glockenstube, wo sich Spuren finden, in ein frisches Grab geschafft worden. Alles deutet zunächst darauf hin, dass Deacon die Beute aus ihrem Versteck geholt hat und dann beraubt und ermordet worden ist.
Ein am Neujahrsmorgen im Dorf erschienener Komplize Deacons, der Juwelendieb Nobby Cranton aus London, hat eine von Deacon angefertigte verschlüsselte Beschreibung des Verstecks zurückgelassen, die für ihn keinen Sinn ergab. Durch Zufall entdeckt Lord Peter, dass Deacon, ebenfalls Läuter, die Beschreibung nach Regeln des Wechselläutens in einem an sich sinnlosen Text versteckt hat. Als er seine Lösung überprüfen will, findet er überrascht die Beute noch an ihrem Versteck in der Kirche vor. Deacon hat sie sich vor seinem Tod also nicht angeeignet und wurde demnach auch nicht beraubt.
Wie sich herausstellt, traf Deacon am 30. Dezember, bevor er die Beute aus ihrem Versteck holen konnte, auf Will Thoday, der mittlerweile die Frau des totgeglaubten Deacon geheiratet hatte. Dass Deacon noch lebte, machte Thodays Ehe nichtig. Thoday plante, Deacon insgeheim außer Landes zu schaffen, setzte ihn bis dahin in der Glockenstube fest und versorgte ihn dort, bis seine Grippeerkrankung ihn daran hinderte. Am 2. Januar zog Will seinen Bruder Jim ins Vertrauen, doch dieser fand in der Glockenstube nur noch Deacons Leiche vor, machte sie unkenntlich und versteckte sie in dem frischen Grab. Jim und Will beteuern, ihn nicht getötet zu haben, so dass Deacons Tod weiterhin rätselhaft bleibt, zumal er auch nicht verhungert oder verdurstet war.
Am Ende der Erzählung kommt es zu einer großen Überschwemmung des Dorfes und seiner Umgebung, vor der die Bevölkerung in der erhöht gebauten Kirche Schutz findet. Lord Peter Wimsey steigt während des Alarmläutens auf den Turm und erlebt beim Durchsteigen der Glockenstube, wie der Glockenlärm aus nächster Nähe selbst in wenigen Sekunden nicht nur stärksten Stress bis zur Handlungsunfähigkeit auslöst, sondern auch körperliche Verletzungen verursacht. Dadurch wird ihm klar, dass Deacon von niemandem ermordet wurde, sondern an der Lärmwirkung des neunstündigen Neujahrsläutens starb, dem er wehrlos ausgesetzt war, ohne dass jemand davon wusste – außer Will Thoday, der das jedoch nicht mehr verhindern konnte und nun, von Reue geplagt, beim Bruch einer Schleuse des überlasteten Kanalsystems in die Flut springt und ums Leben kommt.

## Nebenthemen

### Wechselläuten
Der Roman ist nicht nur inhaltlich, sondern auch strukturell der englischen Kunst des Wechselläutens verbunden. Dieses spielt nicht nur in der Handlung selbst eine zentrale Rolle, sondern auch der Ablauf der Erzählung und das Verhalten der Figuren folgt den sich abwechselnd auf die vorderen und hinteren Plätze bewegenden Glocken während eines Läutens. Dass das bewusst so gestaltet ist, wird in den Kapitelüberschriften deutlich, welche die Fachsprache des Wechselläutens aufgreifen und dabei Charaktere an die Stelle von Glocken setzen. In der Einleitung und in einzelnen Abschnitten des Romans wird der Leser in diese Kunst eingeführt.

### Glocken
Wiederholt thematisiert der Roman den eigenartigen Respekt bis hin zum Aberglauben, den viele Menschen gegenüber großen Glocken empfinden. Der Glockenwart des Dorfes lässt Besucher nicht in die Nähe einer speziellen Glocke des Geläuts, bei deren Wartung in der Vergangenheit bereits ein Mensch tödlich verunglückt ist, und äußert mehrmals seine Überzeugung, dass Glocken nichts Böses neben sich dulden – was sich am Schluss insofern bewahrheitet, als Hauptschurke Deacon von den Glocken getötet wurde, als er zwangsläufig mehrere Tage lang in ihrer Nähe war.

### Landentwässerung
Die Moorlandschaft, in der der Roman spielt, ist geprägt von einem komplexen System von Entwässerungskanälen. Schon der anfängliche Autounfall ereignet sich am Ufer des künstlich angelegten Dreißigfußkanals. Mehrmals unterhält sich Lord Peter mit einem Schleusenwärter, der den maroden Zustand seiner Schleusentore beklagt, für deren Sanierung kein Geld bereitsteht, während in der Kreisstadt für viel Geld ein neuer Kanal fertiggestellt wird, der eine Schleife des natürlichen Flusses abschneidet und die Entwässerung wesentlich verbessern soll. Die Überschwemmung am Schluss entsteht dadurch, dass die geschwächten Tore den dadurch geänderten hydrologischen Bedingungen nicht mehr gewachsen sind und brechen.

## Charaktere
- Lord Peter Wimsey, Amateurdetektiv
- Mervyn Bunter, Wimseys Diener
- Theodore Venables, Pfarrer von Fenchurch St Paul
- Agnes Venables, Theodores Frau
- Hilary Thorpe, fünfzehnjährige Tochter der örtlichen Großgrundbesitzer, zur Haupthandlungszeit verwaist
- Superintendent Blundell von der Kriminalpolizei Lincolnshire
- Jeff Deacon, einst Butler der Thorpes, des Einbruchdiebstahls 20 Jahre zuvor überführt
- Nobby Cranton, Londoner Juwelendieb und Jeff Deacons Spießgeselle
- Will Thoday, Landwirt und Läuter
- Mary Thoday, Wills (und davor Jeff Deacons) Frau
- Jim Thoday, Wills Bruder, ein Seemann
- Harry Gotobed, Totengräber und Läuter
- Joe Hinkins, Gärtner der Venables’ und Läuter
- Ezra Wilderspin, Schmied und Läuter
- Alf Donnington, Wirt des Gasthofs „Red Cow“, auch Läuter
- Hezekiah Lavender, Chefläuter
- Jack Godfrey, Küster, Glockenwart und Läuter
- Wally Pratt, jugendlicher Läuter
- Potty Peake, Dorftrottel
- Suzanne Legros, französische Bäuerin, in Frankreich mit dem desertierten Jeff Deacon verheiratet

## Auszeichnung
1996 wurde der Roman von der britischen Crime Writers’ Association, die die renommierten Dagger Awards vergibt, mit einem Rusty Dagger ausgezeichnet. Dieser einmalige Preis wurde für den besten Kriminalroman der 1930er Jahre vergeben.

## Ausgaben
- Die neun Schneider. Übersetzt von Helene Homeyer. Wunderlich, Tübingen 1958.
- Der Glocken Schlag. Übersetzt von Otto Bayer. Rowohlt, Reinbek 1980, ISBN 978-3-499-14547-6.

## Hörspiel
- 1966: Glocken in der Neujahrsnacht. Produktion: Bayerischer Rundfunk (4 Teile, 195 Minuten), Regie: Otto Kurth, u. a. mit Erik Schumann (Lord Peter Wimsey), Kurt Schmidtchen (Bunter), Marianne Mosa (Hilary Thorpe), Karl-Maria Schley (Pastor Venables), Wolfgang Büttner (Will Thoday), Maria Landrock (Mary) und Hans Cossy (Cranton)[2]

Das Werk wurde im Jahr 2014 in der Reihe Pidax Hörspiel-Klassiker publiziert.

## Verfilmung
- 1974: Lord Peter Wimsey - Die neun Schneider (4-teiliger britischer Fernsehfilm; Regie: Raymond Menmuir, u. a. mit Ian Carmichael (Lord Peter Wimsey), Glyn Houston (Bunter), Elizabeth Proud (Mary Thoday), Patrick Jordan (Cranton) und Gail Harrison (Hilary Thorpe))